# Goran Kozomara
Goran Kozomara (født 5. juni 1981 i Celje i Jugoslavien) er en slovensk håndboldspiller, der spillede for Skjern Håndbold, Aab Håndbold og BSV i Danmark. Desuden spillede han i de spanske klub Teka Cantabria og Paris HB i Frankrig.
Kozomara spillede 72 A-landskampe for Sloveniens landshold.